# 基层政权
市镇（英語：municipality）通常是一个单独的行政区划单位，其具有市政法人地位及由国家或区域法律授权的自治管理权或司法管轄權。
英语里或其他语言里对应的单词也可以指市镇的管辖机构（如市镇议会及市政厅）。市镇是一个通用的行政区划，与之对应的是特别行政区。
英语单词源自法语单词，再源自拉丁语单词。而该拉丁语单词则基于意为“社會契約”的单词，最初是指为罗马提供军队的拉丁社区，作为交换这些拉丁社区被纳入罗马政权（其居民授予罗马公民权），同时这些社区保留自己的地方政府（有限自治）。
市镇管辖的领土范围可能包括：
- 仅为一个聚居地，例如城市、城镇或村庄
- 多个聚居地
- 一个聚居地的一部分，有时为一个城市的市区，例如智利的圣地亚哥市包括34个市镇[3]。

## 政治权力

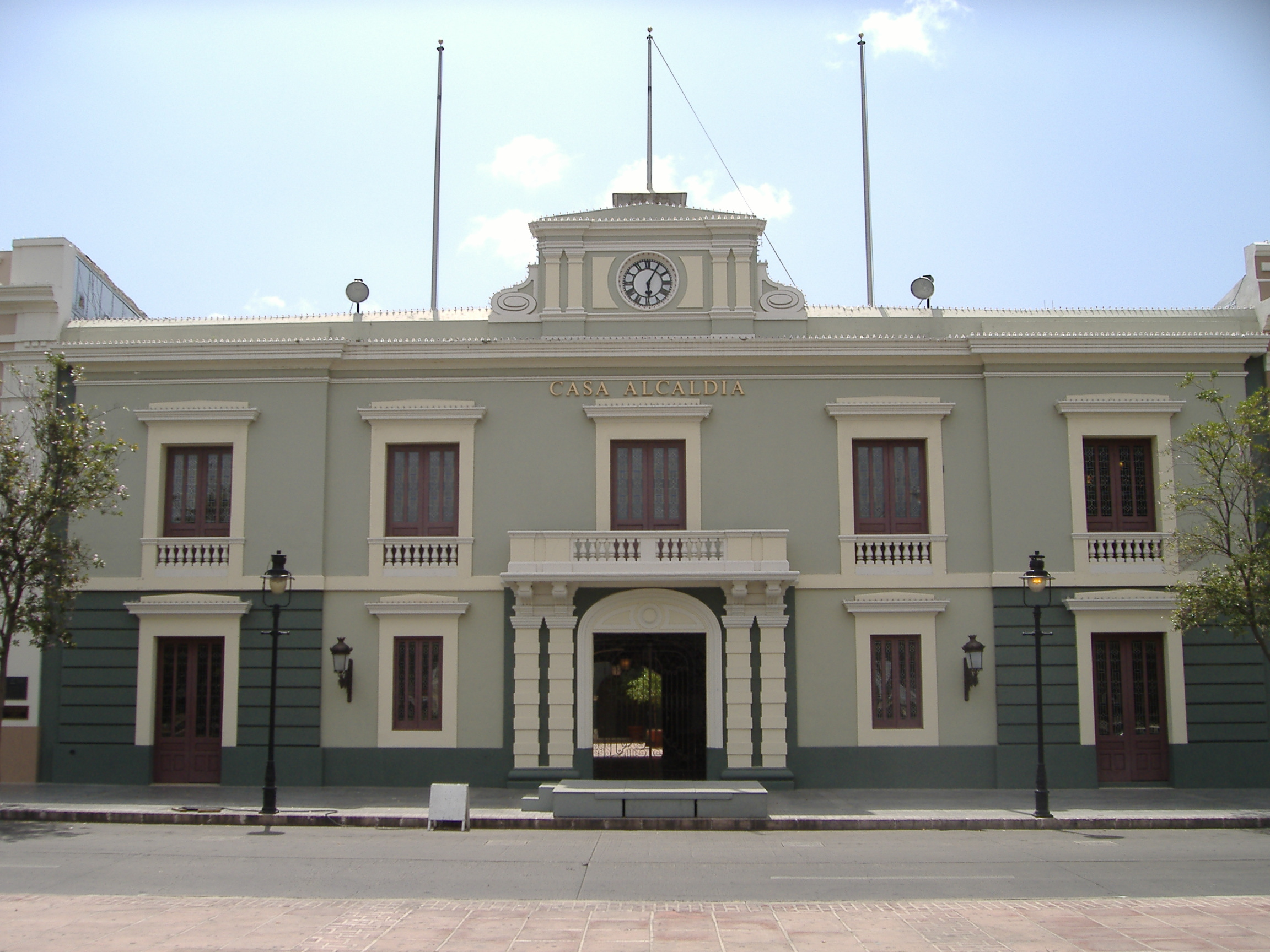
波多黎各蓬塞的市政厅，蓬塞市镇包括中心城区及周边社区

市镇的权力的范围在实际自治和完全服从中央政府之间。市镇可能有权对个人和公司征收所得稅、物業稅和公司稅，但也可能从中央政府那里获得大量资金。在一些欧洲国家，例如德国，市镇有宪法权力通过市镇拥有的公共事业公司来提供公众服务。

## 在各国的名称

### 市镇（）
在其他语言里与英语单词为同源词的有西班牙语的（西班牙）及（智利）、加泰罗尼亚语的、葡萄牙语的。这些单词大多数既指包括领土范围的行政区划单位，也指市镇的管辖机构（如市镇议会及市政厅）。
- 在巴西，市镇（município）是由巴西联邦宪法认可及通过州宪法设置的地方政府。其为拥有行政权和立法权的最低层次领土区划单位。自1988年颁布的巴西宪法，所有的市镇均为联邦的成员。日常口语中人们不加区份地使用“市镇”和“城市”，但在宪法上“城市”定义为“市镇”的行政中心[5]。

### 社区（）

部分芬兰市镇采用“城市”的称号（红色）

很多国家使用与英语单词同源的名称，用以指代居住在同一范围内的社区及其共同利益。这些名称包括：
- 罗曼语族：法语（法国、比利时和瑞士的法语地区、非洲法语国家，如贝宁）、意大利语（意大利）、葡萄牙语（安哥拉）、罗马尼亚语、西班牙语（智利）
- 日耳曼语族：德语（政治术语）、瑞典语（瑞典）、法罗语（法罗群岛）、挪威语及丹麦语（挪威和丹麦）
- 关系稍远的同源词：荷兰语（荷兰、比利时的荷兰语地区）、卢森堡语（卢森堡）、德语（官方名称，德国）
- 芬兰语（芬兰）
- 乌克兰语（乌克兰）
- 波兰语（波兰）

荷兰语的和德语的可以用来指代教会会众或堂区，例如在德国及荷兰的新教教堂里。

### 其他名称
在希腊使用单词，意为“社区”。英语单词（民主）即源自此单词。
在一些国家西班牙语名称为市镇的行政建筑，通过借代也扩展为指代市镇本身。在摩尔多瓦和罗马尼亚同时存在（市镇）和（社区，或译为“乡”），市镇为都市地区的行政单位，社区（乡）则为乡村地区的行政单位。
在很多国家可能存在类似的名称。

### 英语国家
在英语国家对应“市镇”的行政单位可能有不同的名称。同时单词也可能指代其他事物。

### 华语圈
- 在中华人民共和国直辖市可能译为英文的。
- 在台湾直轄市可能译为英文的。